# George Meehan
Pour les articles homonymes, voir Meehan.

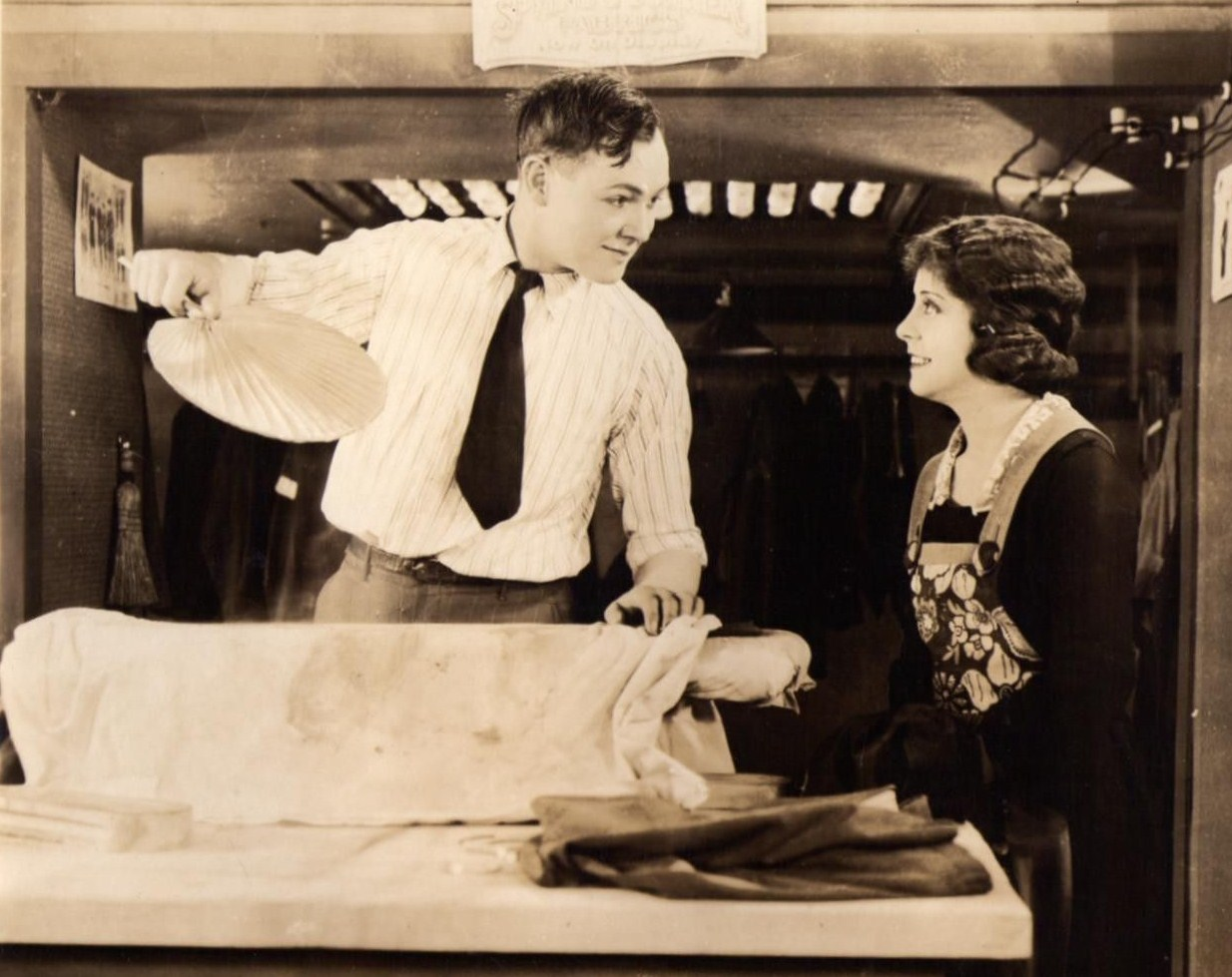
L'Audace et l'Habit (1922), avec Charles Ray et Ethel Grandin

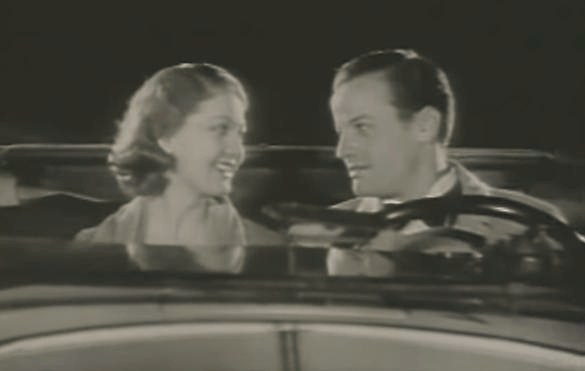
The Big Chance (1933), avec Merna Kennedy et John Darrow

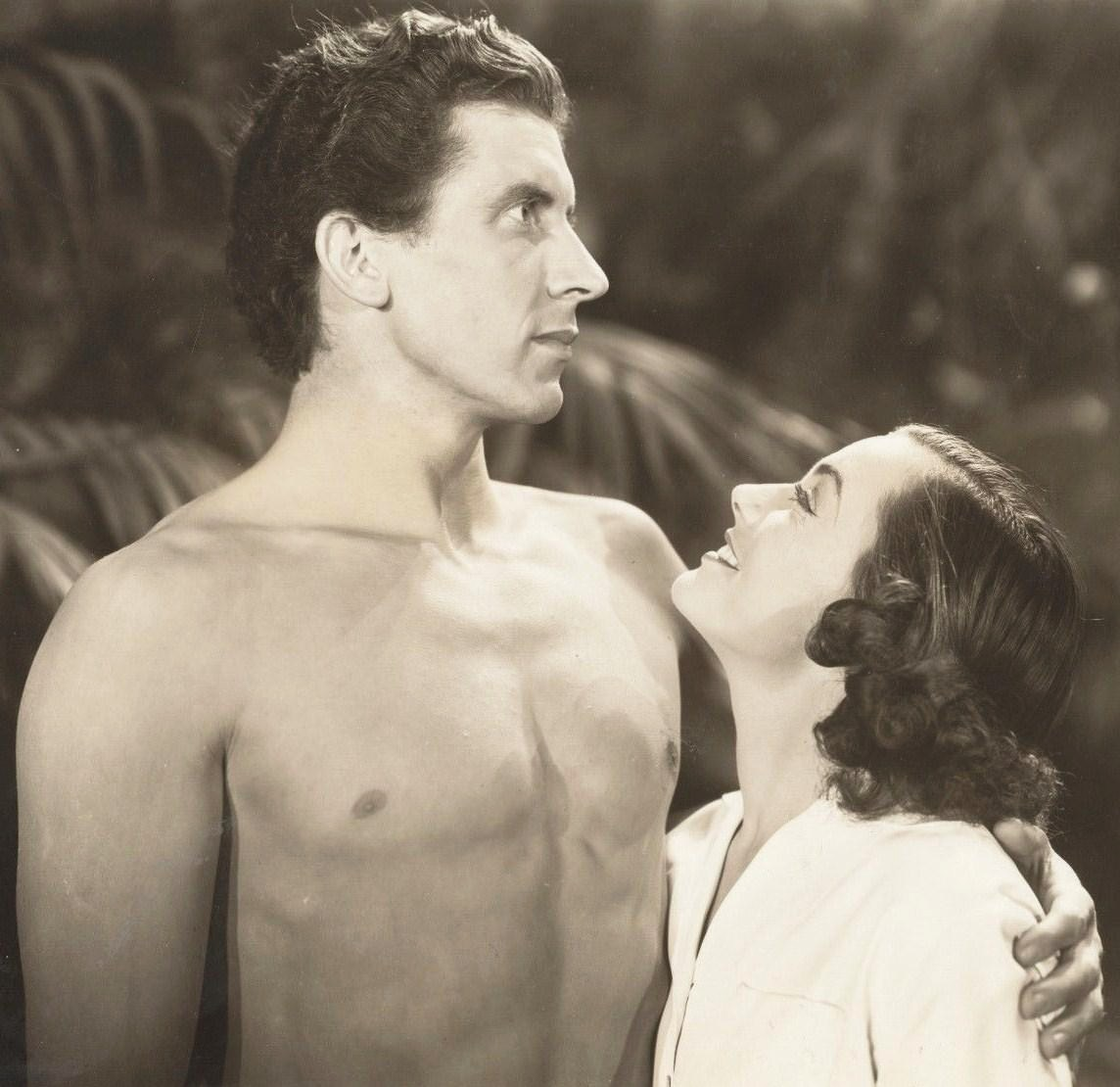
La Revanche de Tarzan (1938), avec Glenn Morris et Eleanor Holm

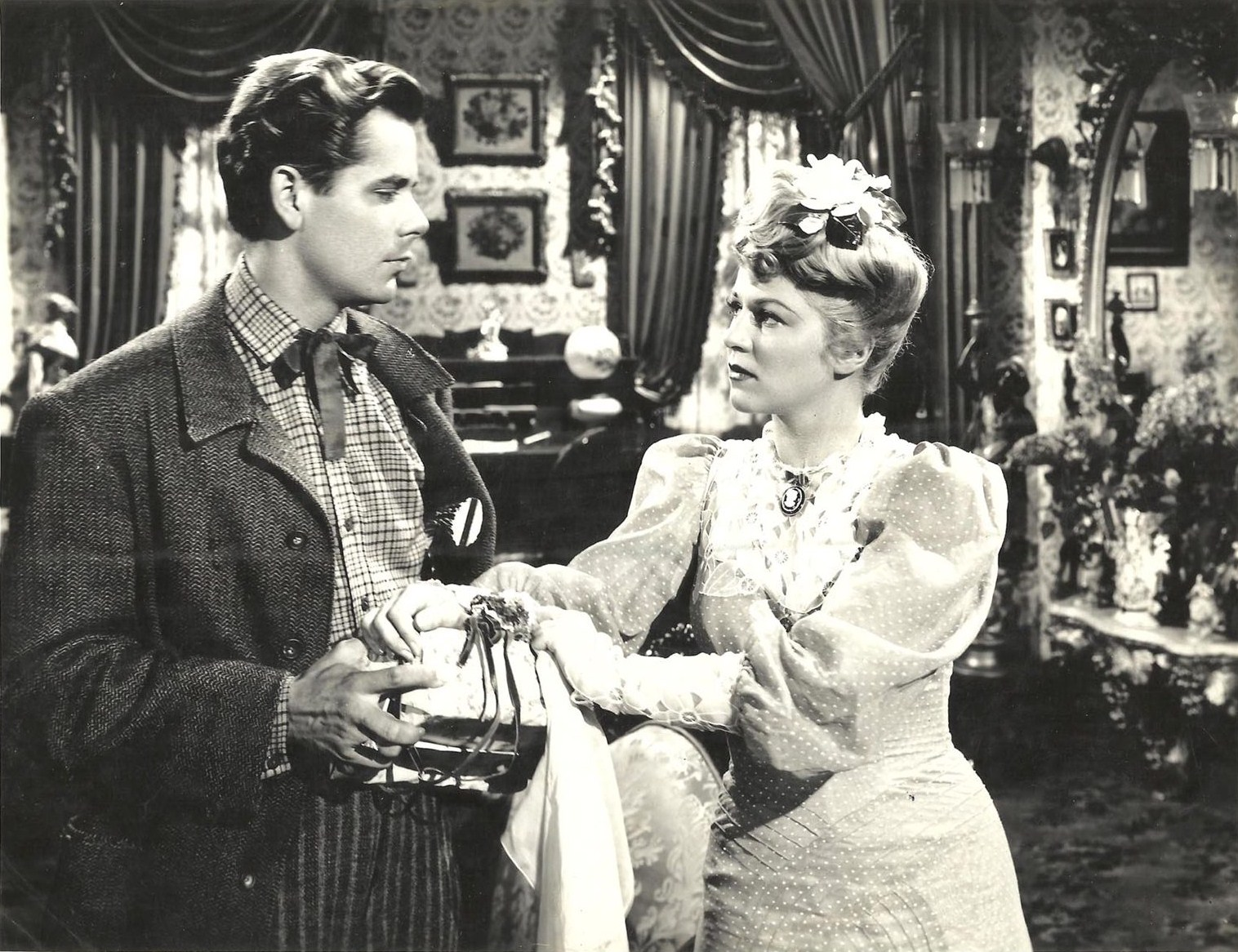
Les Desperados (1943), avec Glenn Ford et Claire Trevor

George Benjamin Meehan Jr., né le 19 juillet 1891 à New York (arrondissement de Brooklyn, État de New York) et mort le 10 février 1947 à Los Angeles (quartier d'Hollywood, Californie), est un directeur de la photographie américain (membre de l'ASC), généralement crédité George Meehan ou George B. Meehan.

## Biographie
Au cinéma, entre autres à la Columbia Pictures, George Meehan est chef opérateur sur cent-soixante-sept films américains (majoritairement de série B) sortis entre 1920 et 1947 — année de sa mort prématurée, à 55 ans —, dont quarante-quatre courts métrages (plusieurs ayant pour vedettes Les Trois Stooges).
Il collabore notamment à des westerns, dont Battling Buddy de Richard Thorpe (1924, avec Buddy Roosevelt et Violet La Plante), Texas de George Marshall (1941, avec William Holden et Glenn Ford) et Les Desperados de Charles Vidor (1943, avec Randolph Scott et Claire Trevor).
Citons également The Big Chance d'Albert Herman (1933, avec John Darrow et Merna Kennedy), Criminels de l'air de Charles C. Coleman (1937, avec Charles Quigley et Rita Hayworth), ou encore Ses premières ailes de William A. Wellman (1946, avec Glenn Ford et Janet Blair).
Par ailleurs, essentiellement en début de carrière, George Meehan est premier assistant opérateur ou cadreur. Ainsi, il exerce cette seconde fonction sur Ben-Hur de Fred Niblo (version de 1925, avec Ramón Novarro dans le rôle-titre et Francis X. Bushman).

## Filmographie partielle

### Directeur de la photographie
- 1920 : Wet and Warmer d'Henry Lehrman (court métrage)
- 1922 : L'Audace et l'Habit (A Tailor-Made Man) de Joseph De Grasse
- 1923 : Mary of the Movies de John McDermott
- 1924 : Battling Buddy de Richard Thorpe
- 1925 : The Lure of the Wild de Frank R. Strayer
- 1926 : Out of the Storm de  Louis J. Gasnier
- 1929 : The Ghost Talks de Lewis Seiler
- 1931 : Le Dirigeable (Dirigible) de Frank Capra
- 1932 : Show Business de Jules White (court métrage)
- 1933 : Amour et Sténographie (Public Stenographer) de Lewis D. Collins
- 1933 : The Big Chance d'Albert Herman
- 1933 : Le Bateau des fugitifs (Ship of Wanted Men) de Lewis D. Collins
- 1933 : The Big Race de Fred C. Newmeyer
- 1935 : The Marriage Bargain d'Albert Ray
- 1936 : Stampede de Ford Beebe
- 1937 : Criminels de l'air (Criminals of the Air) de Charles C. Coleman
- 1937 : Paid to Dance de Charles C. Coleman
- 1938 : La Revanche de Tarzan (Tarzan's Revenge) de D. Ross Lederman
- 1938 : Bill Hickok le sauvage (The Great Adventures of Wild Bill Hickok) de Sam Nelson et Mack V. Wright (serial)
- 1939 : Two-Fisted Rangers de Joseph H. Lewis
- 1940 : Prairie Schooners de Sam Nelson
- 1940 : The Wildcat of Tucson (en) de Lambert Hillyer
- 1941 : Son premier baiser (Her First Beau) de Theodore Reed
- 1941 : Texas de George Marshall
- 1942 : West of Tombstone (en) d'Howard Bretherton
- 1943 : Les Desperados (The Desperadoes) de Charles Vidor
- 1943 : They Stooge to Conga de Del Lord (court métrage)
- 1944 : The Last Horseman (en) de William Berke
- 1945 : Youth on Trial d'Oscar Boetticher
- 1945 : Rough, Tough and Ready de Del Lord
- 1945 : Fuite dans la brume (Escape in the Fog) de Oscar Boetticher Jr.
- 1946 : Le Fils de Robin des Bois (The Bandit of Sherwood Forest) d'Henry Levin et George Sherman
- 1946 : Ses premières ailes (Gallant Journey) de William A. Wellman
- 1947 : King of the Wild Horses (en) de  George Archainbaud

### Autres fonctions
- 1923 : Premier Amour (The Girl I Loved) de Joseph De Grasse (premier assistant opérateur)
- 1925 : Ben-Hur (Ben Hur: A Tale of the Christ) de Fred Niblo (cadreur)
- 1928 : Dressed to Kill d'Irving Cummings (premier assistant opérateur)